# 260 Huberta
260 Huberta este un asteroid din centura principală, descoperit pe 3 octombrie 1886, de Johann Palisa.